# Johanna van Polanen
Johanna van Polanen  (10 januari 1392 - Breda, 15 mei 1445) was het enig kind van Jan III van Polanen en zijn tweede vrouw, gravin Odilia van Salm-Ravenstein (ca. 1360/1370–1428).
Johanna van Polanen, ook wel Vrouwe Jehenne genoemd, trouwde op 11-jarige leeftijd op 1 augustus 1403 met Engelbrecht I van Nassau-Siegen in Breda, die door zijn huwelijk met Johanna heer van Breda werd (1403-1442). Het paar woonde in het Kasteel van Breda. Ook beschikte Johanna over woningen in Brussel en Mechelen. Bij de keuze van haar man speelde vermoedelijk de politieke overweging mee dat Engelbrecht een buitenstaander was, terwijl op zijn hoge afkomst niets viel aan te merken. De Nassaus waren een oud adellijk geslacht uit het Middenrijnse gebied. Het huwelijk ging gepaard met intriges waarin haar moeder Odilia en haar oom van vaderszijde Hendrik van de Leck de hoofdrol speelden.
Johanna en Engelbrecht kregen zes kinderen: 
- Jan IV, geboren op 1 augustus 1410
- Hendrik II, geboren op 7 januari 1414
- Margaretha, geboren voor 1415
- Willem, geboren in december 1416
- Maria, geboren 2 februari 1418
- Filips, geboren 13 oktober 1420.

Tot Johanna's erfenis (oorspronkelijk verworven door Willem van Duivenvoorde) behoorden vele heerlijkheden en ridderhofsteden in Holland en Brabant, Henegouwen, Utrecht, Zeeland en de westhoek van de Krimpenerwaard met de dorpen Krimpen aan de Lek, Krimpen aan den IJssel, Lekkerkerk en Ouderkerk aan den IJssel. 
Door haar huwelijk begon de opkomst van het huis Nassau in de Nederlanden.
Na haar dood werd Johanna bijgezet in het graf van haar man, het Praalgraf van Engelbrecht I van Nassau in de Grote- of Onze Lieve Vrouwekerk op de Grote Markt in Breda.

## Varia

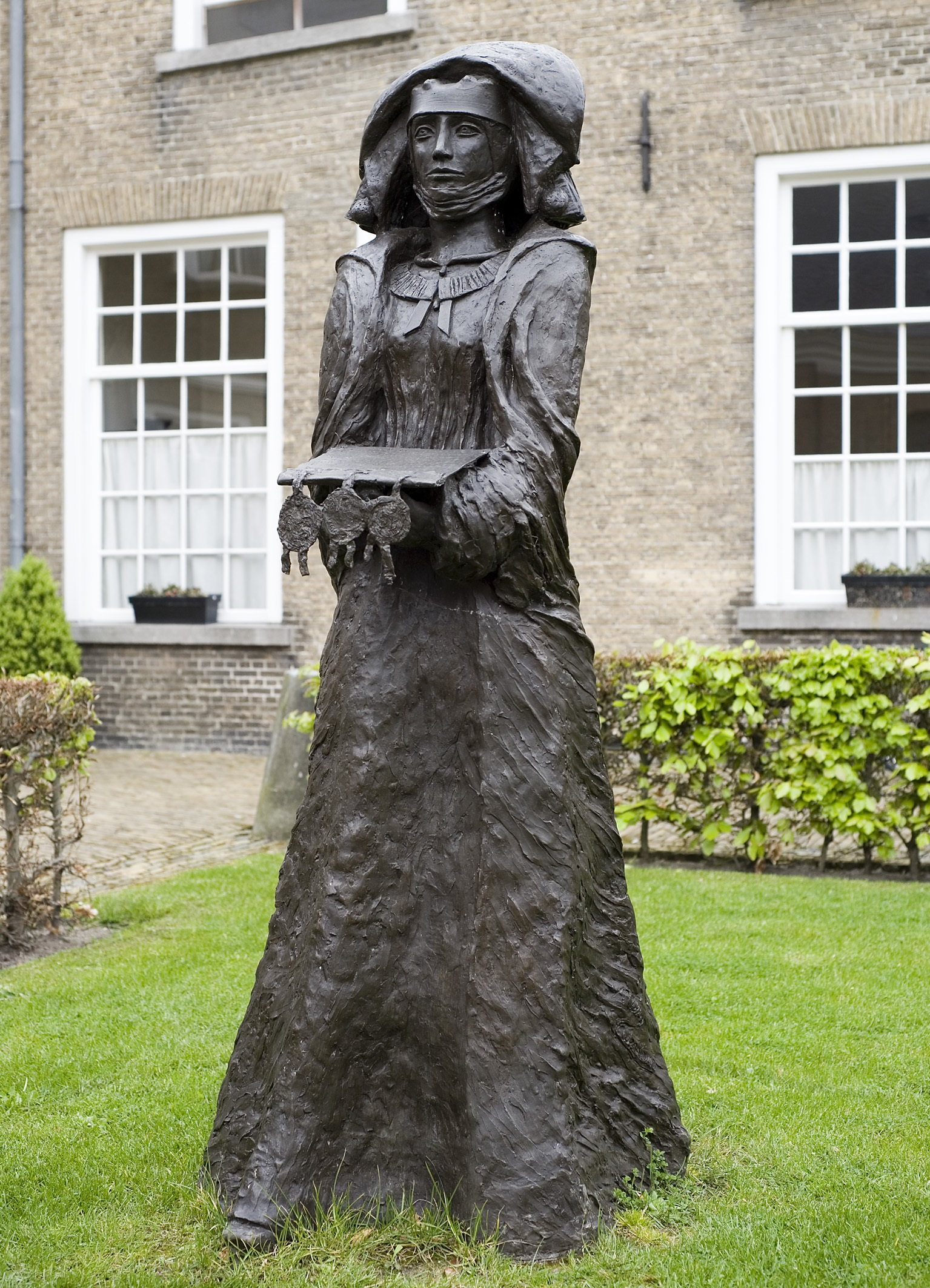
Standbeeld van Johanna van Polanen op het Bredase begijnhof.

Op het Begijnhof in Breda staat een standbeeld van Johanna van Polanen van de hand van kunstenares Netty Werkman. De familie van Oranje-Nassau onderhoudt tot op de huidige dag een relatie met de instelling Begijnhof Breda, die dateert vanaf de tijd van Johanna van Polanen.

## Trivia
- Volgens W.J. Hofdijk verbleef Johanna toen ze veertien jaar oud was soms op het kasteel de Slotbossetoren bij Oosterhout, wat zou kunnen kloppen. Daar werd ze bemind door een minstreel die haar regelmatig toezong aan de voet van het kasteel. Dit laatste lijkt geheel te zijn ontsproten uit een romantische fantasie van Hofdijk, Merkwaardige kasteelen in Nederland, (1824).